# Madonna col Bambino in trono tra i santi Elena e Tiziano
La Madonna con Bambino in trono tra sant'Elena e san Tiziano è un dipinto a olio su tavola di Francesco Beccaruzzi, conservato presso la chiesa di Scomigo dedicata a Sant'Elena imperatrice nel comune di Conegliano.

## Descrizione
La tavola rappresenta centralmente la Vergine in trono col Bambin Gesù, sul lato sinistro Sant'Elena imperatrice con la croce, sul lato destro san Tiziano vescovo.